# Lijst van voetbalinterlands Nederland - Tsjechië (vrouwen)
Deze lijst van voetbalinterlands is een overzicht van alle voetbalwedstrijden tussen de nationale vrouwenteams van Nederland en Tsjechië. Nederland en Tsjechië hebben vijf keer tegen elkaar gespeeld. De eerste wedstrijd was op 8 september 1996 in Čelákovice. De laatste confrontatie was op 27 november 2021 in Ostrava. 

## Wedstrijden
| № | Plaats     | Datum             | Competitie           | Wedstrijd            | Uitslag |
| - | ---------- | ----------------- | -------------------- | -------------------- | ------- |
| 1 | Čelákovice | 8 september 1996  | EK 1997 kwalificatie | Tsjechië − Nederland | 1 − 2   |
| 2 | Helmond    | 28 september 1996 | EK 1997 kwalificatie | Nederland − Tsjechië | 1 − 0   |
| 3 | Praag      | 14 juni 2001      | Vriendschappelijk    | Tsjechië − Nederland | 2 − 0   |
| 4 | Groningen  | 17 september 2021 | WK 2023 kwalificatie | Nederland − Tsjechië | 1 − 1   |
| 5 | Ostrava    | 27 november 2021  | WK 2023 kwalificatie | Tsjechië − Nederland | 2 − 2   |

## Samenvatting
| Competitie        | Totaal gespeeld | Winst Nederland | Gelijk | Winst Tsjechië | Doelsaldo Nederland – Tsjechië |
| ----------------- | --------------- | --------------- | ------ | -------------- | ------------------------------ |
| WK-kwalificatie   | 2               | 0               | 2      | 0              | 3 − 3                          |
| EK-kwalificatie   | 2               | 2               | 0      | 0              | 3 − 1                          |
| Vriendschappelijk | 1               | 0               | 0      | 1              | 0 − 2                          |
| Totaal            | 5               | 2               | 2      | 1              | 6 − 6                          |